# 原南門尋常小學校舍
22°59′21″N 120°12′12″E / 22.989106°N 120.203237°E
原南門尋常小學校舍位於臺南市中西區、日治時期的南門町，於民國九十年（2001年）7月16日公告為臺南市歷史建築。該建築在臺灣日治時期時是「南門尋常小學校」（台南第二尋常小學校、南門國民學校），二次大戰後曾一度作為臺南市政府，現為台南市立建興國民中學的校舍。

## 沿革

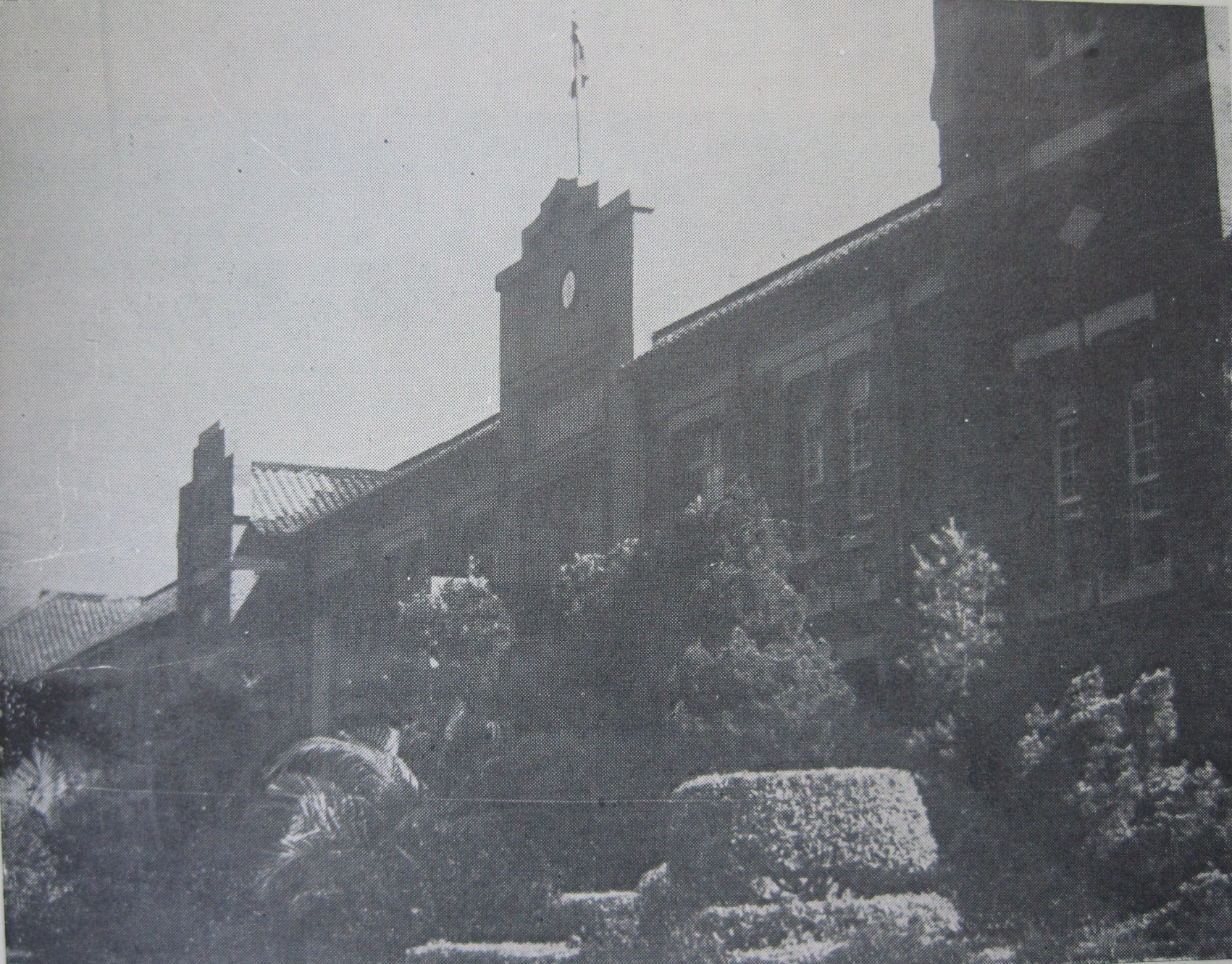
臺南市政府廳舍時期

南門尋常小學校在日治時期的大正四年（1915年）4月申請設立，當時是叫作「台南第二尋常高等小學校」，為專供日人子女就讀的學校。由於當時還沒建好校舍，便暫借第一尋常小學的校舍（今臺南一中校舍）上課，直到大正八年（1919年）校舍完工後才遷入新址。
後來因教育制度更改、以及當地於臺南市町名改正，該校於大正十年（1921年）改稱為「南門尋常小學校」。而因昭和九年（1934年）增設了高等科，所以又改稱「南門尋常高等小學校」，後來到了昭和十六年（1941年）又改為「南門國民學校」。

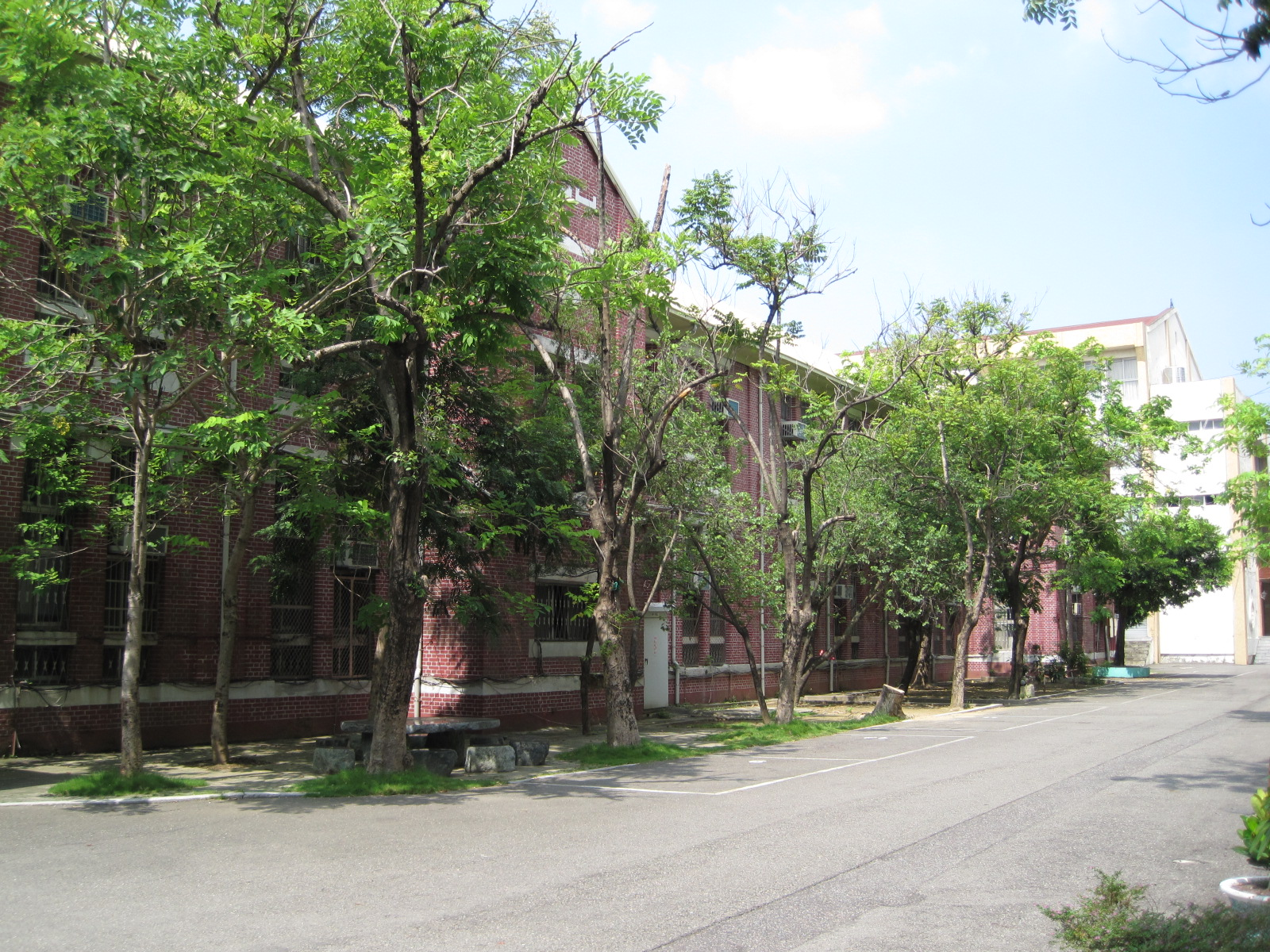
校舍左側

後來二次大戰後，學校本身於民國三十四年（1945年）12月1日遷移到今臺南市永福路二段86號，改名為「臺南市中區第二國民學校」；民國36年（1947年）2月1日，又改為「臺南市中區成功國民學校」，但該年9月又改為「臺南市中區永福國民學校」，即今臺南市立永福國民小學。至於校舍本身成為了臺南市政府廳舍使用；一直到民國五十八年（1969年）向中華民國空軍收回原臺南州廳，方遷至該處辦公（即今國立臺灣文學館）。而民國六十二年（1973年）又曾進行全面整修，對結構進行補強並抽換了樓板與屋頂。
臺南市道路「府前路」即因道路在戰後重新命名時，市府座落在此而訂。唯市府遷走後，現址由建興國中使用至今但道路名未易。

## 建築特色
該建築坐南朝北，主要使用磚材，為對稱的一字型平面建築，面寬超過百公尺，而有簡單門廊的主入口便位在中間。門廳內有四根方壁柱和四根圓柱，柱頭模仿得像愛奧尼克柱式，但為方形。南面有平拱走廊，於東西兩端有圓拱形門洞。

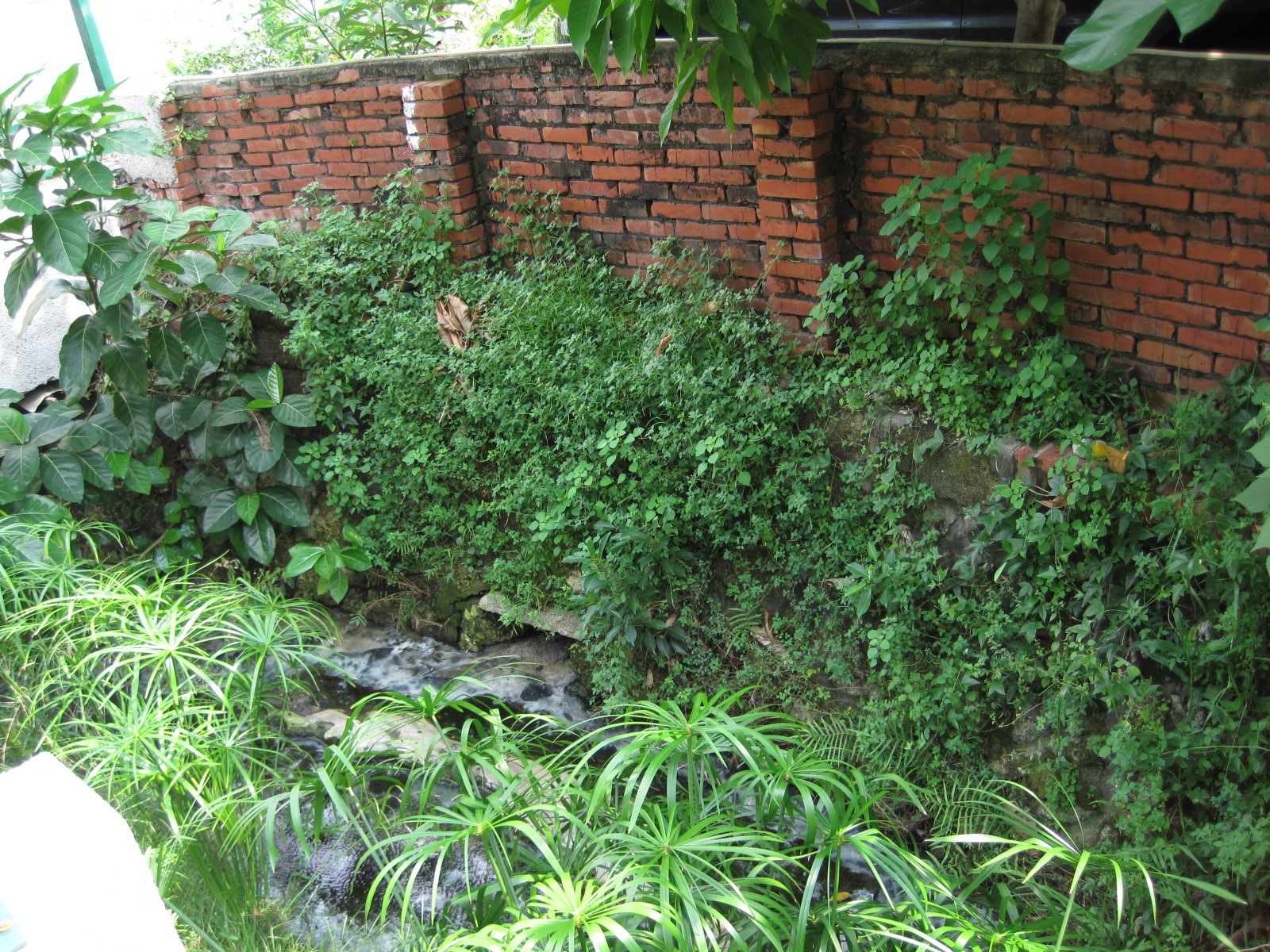
福安坑溪今貌。

## 其他
民國九十九年（2010年）初，建興國中拆除了前門右側圍牆，令臺灣府城昔日兩大溪流之一的福安坑溪部分重現，但該溪已不復溪流原貌，較像帶有古味的溝渠。